# Costa das Quatro Ribeiras - Ilha da Terceira
Costa das Quatro Ribeiras - Ilha da Terceira este o arie protejată (arie specială de conservare — SAC, sit de importanță comunitară — SCI) din Portugalia întinsă pe o suprafață de 267,63 ha, din care 79 % marine.

## Localizare
Centrul sitului Costa das Quatro Ribeiras - Ilha da Terceira este situat la coordonatele 38°48′00″N 27°12′06″W / 38.8°N 27.2017°V.

## Înființare
Situl Costa das Quatro Ribeiras - Ilha da Terceira a fost declarat sit de importanță comunitară în iunie 1995 pentru a proteja 5 specii de plante și 9 specii de animale. Situl a fost protejat și ca arie specială de conservare în iunie 2009.

## Biodiversitate
Situată în ecoregiunile  și marină macaroneziană, aria protejată conține 7 habitate naturale: Golfuri mici largi și golfuri puțin adânci, Vegetație anuală la limita mareei, Vegetație perenă pe țărmurile stâncoase, Faleze cu floră endemică de pe coastele macaroneziene, Pajiști macaroneziene cu vegetație endemică, Peșteri inaccesibile publicului, Peșteri marine scufundate complet sau parțial.
La baza desemnării sitului se află mai multe specii protejate:
- plante (5): Azorina vidalii, Erica scoparia subsp. azorica, Picconia azorica, Rumex azoricus, Spergularia azorica
- păsări (8): stârc cenușiu (Ardea cinerea), pietruș (Arenaria interpres), Calidris alba, Calonectris diomedea, prundăraș de sărătură (Charadrius alexandrinus), sitar de mâl (Limosa limosa), Numenius phaeopus, chiră de baltă (Sterna hirundo)
- mamifere (1): delfin mare (Tursiops truncatus)

Pe lângă speciile protejate, pe teritoriul sitului au mai fost identificate 16 specii de plante, 4 specii de păsări, 1 specie de mamifere, 6 specii de nevertebrate, 4 specii de pești.